# Zagrebs stadsmuseum

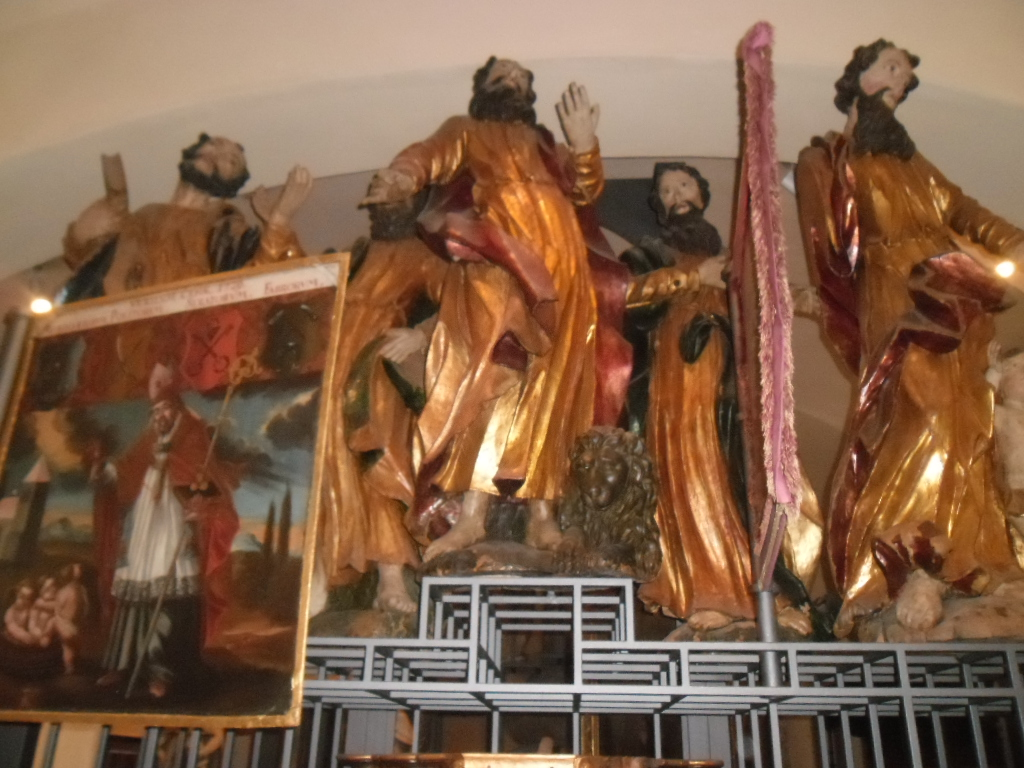
Museum.

Zagrebs stadsmuseum (kroatiska: Muzej grada Zagreb) är ett museum i Zagreb, Kroatien. Museet etablerades 1907 av Brödraskapet kroatiska drakens bröder och omfattar omkring 75 000 föremål fördelade på tolv permanenta utställningar som ger en bild av Zagrebs historia. På museet kan besökarna ta del av stadens kulturella, konstnärliga, ekonomiska och politiska historia som spänner från romartiden till modern tid. I utställningarna ingår bland annat målningar, kartor, standar, flaggor, uniformer och vapensköldar. I museet presenteras även arkeologiska fyndigheter från Hallstattkulturen som lämnat spår efter sig på Gričhöjden.

## Museibyggnaden
Museet ligger på Opatičkagatan (Opatička ulica) i Övre staden. Det är inhyst i en historisk byggnad från 1650 som tidigare var Klarissornas kloster.